# Centris superba
Centris superba är en biart som beskrevs av Adolpho Ducke 1904. Centris superba ingår i släktet Centris och familjen långtungebin. Inga underarter finns listade.